# 莫伊波拉
莫伊波拉是巴西戈亚斯州的一个市镇。总面积460.623平方公里，总人口1852人，人口密度4人/平方公里。